# Thám tử chân chính
True Detective (Thám tử chân chính) là một bộ phim truyền hình chính kịch hình sự được sản xuất và viết kịch bản bởi Nic Pizzolatto. Bộ phim được phát sóng trên hệ thống truyền hình cáp HBO tại Hoa Kỳ và được công chiếu vào 12 tháng 1 năm 2014. Mỗi mùa của bộ phim là một câu chuyện tách biệt, dàn diễn viên mới, và cách xây dựng tính cách mỗi nhân vật khác nhau.
Mùa đầu tiên của phim gồm 8 tập, bao gồm dàn diễn viên tên tuổi Matthew McConaughey, Woody Harrelson, Michelle Monagan, Michael Potts và Tory Kittles. Mùa thứ hai công chiếu vào 21 tháng 6 năm 2015 với các dàn sao Colin Farrell, Rachel McAdams, Taylor Kitsch, Kelly Reilly và Vince Vaughn.
Ban đầu đạo diễn Pizzolatto định chỉ viết kịch bản phim giống như một tiểu thuyết bình thường, nhưng sau đó ông cảm thấy truyện này có kết cấu phù hợp hơn với một bộ phim truyền hình nên đã quyết định xây dựng theo chiều hướng đó. Phim được sản xuất như một tuyển tập truyện, mỗi mùa True Detective đều giới thiệu hệ thống diễn viên, nhân vật, bố cục và câu chuyện riêng biệt. Mùa đầu tiên của phim lấy bối cảnh ở Louisiana, kể về cuộc truy đuổi của bộ đôi thám tử địa phương (McCounaughey và Harrelson) tìm tên sát nhân giết người hàng loạt kéo dài 7 năm. Mùa thứ hai của phim diễn ra tại California và là những câu chuyện đời tư đan xen nhau của ba thành viên tổ thám tử (Farrel, McAdams và Kitsch) đối đầu với một tên tội phạm buôn lậu (Vaughn) sau khi họ phát hiện thi thể của một điều tra viên tham nhũng của thành phố trên lề mặt đường cao tốc. Mùa thứ ba được phát sóng vào năm 2019, với sự tham gia của Mahershala Ali, Carmen Ejogo, Stephen Dorff, Scoot McNairy, và Ray Fisher, bộ phim đặt bối cảnh ở vùng Ozarks với ba thời điểm của cuộc đời một thám tử vùng Arkansas điều tra một vụ án ám ảnh liên quan đến hai đứa trẻ bị mất tích.
True Detective mùa đầu tiên nhận được sự đánh giá cao của các nhà phê bình truyền hình và là một trong những ứng viên nặng ký cho nhiều giải thưởng truyền hình. Đó là các đề cử Giải Emmy cho Phim chính kịch hay nhất và đề cử Giải Quả cầu vàng cho phim truyền hình ngắn tập hay nhất, và đã dành một số giải thưởng khác thuộc về lĩnh vực kịch bản, quay phim, đạo diễn và diễn xuất.Mùa thứ hai của bộ phim nhận được ý kiến trái chiều, mặc dù vẫn duy trì được lượng người xem đông đảo. Mùa ba cũng nhận được đa số lời nhận xét tích cực nhưng lại không thu hút người xem.

## Sản xuất

### Phát triển
Trước khi phát triển True Detective, Nic Pizzolatto là một giáo sư văn học của Đại Học Chicago, đại học Bắc Carolina, và đại học DePauw. Ông bắt đầu đào sâu tìm hiểu về viết tiểu thuyết hư cấu và thể hiện niềm đam mê cho công việc này khi đang còn là sinh viên trường Đại học Arkansas. Tác phẩm xuất bản đầu tiên của ông là tập truyện ngắn Giữa nơi đây và biển vàng (Between Here and the Yellow Sea) được ra mắt vào năm 2006. Tác giả cho ra mắt cuốn tiểu thuyết đầu tay của mình bốn năm sau đó có tựa đề Galveston với tham vọng mang ý tưởng của câu chuyện sang mảng phim truyền hình (tuy nhiên nhưng nỗ lực đó không bao giờ thành hiện thực do thiếu vốn).
Được xem như là lựa chọn thứ hai sau Galveston, Pizzolatto cảm thấy câu chuyện của True Detective là phù hợp hơn để chuyển thể thành một bộ phim truyền hình. Sau khi đạt được thoả thuận với hai nhà sản xuất phim truyền hình vào tháng 5 năm 2010, ông đã soạn thảo kịch bản cho sáu tập phim, bao gồm cả tập mở đầu ("The Long Bright Dark") có độ dài 90 trang. Kịch bản cuối cùng có độ dài tới 500 trang được ông viết mà không có sự hỗ trợ nào của trợ lí. Cũng trong thời điểm này, Pizzolatto đạt được thoả thuận với HBO và vào tháng tư năm 2012, bộ phim True detective được phát triển với độ dài 8 tập. Dòng phim True Detective được xây dựng như một loạt phim tuyển tập, mỗi phần sẽ có một dàn nhân vật, câu chuyện riêng biệt thể hiện trong các khoảng thời gian và địa điểm khác biệt.

### Quay phim
Địa điểm dự tính quay phần lớn các cảnh trong mùa một là ở vùng Arkansas, như Pizzolatto sau đó đã chọn Louisiana, một nơi có kinh phí quay rẻ hơn nhờ chính sách đánh thuế sản xuất phim. Quá trình sản xuất kéo dài 100 ngày liên tục và được quay theo tiêu chuẩn Film 35mm. Ngoại cảnh của bộ phim được xây dựng ở những địa điểm khác nhau, bao gồm một cánh đồng mía ở rìa Quận Erath, và các địa điểm có thật như pháo đài Macomb - một pháo đài ở rìa New Orleans.
California được chọn làm bối cảnh cho mùa thứ hai của bộ phim. Các nhà sản xuất được khuyên nên tránh quay phim ở Los Angeles và thay vào đó quay ở California để phù hợp trong việc nắm bắt tâm lý nhân vật và màu sắc của bộ phim. Việc sản xuất mùa hai được khởi động vào tháng 11 năm 2014.
Mùa thứ ba được quay tại nhiều địa điểm khác nhau trên khắp Tây Bắc Arkansas, bao gồm Fayetteville, Bentonville, Lincoln, Rogers và Springdale. Quá trình quay bắt đầu quay vào tháng 2 năm 2018 và kết thúc vào tháng 8 cùng năm.